# 139 (število)
139 (stó dévetintrídeset) je naravno število, za katero velja 139 = 138 + 1 = 140 - 1.

## V matematiki
- Loeschevo število (OEIS A003136)
- Pillaiovo praštevilo
- Gaussovo praštevilo brez imaginarnega ali realnega dela oblike {\displaystyle 4n+3}.
- veselo število in deseto veselo praštevilo

## Drugo

### Leta
- 139 pr. n. št.
- 139, 1139, 2139